# Alexis Claude Clairaut
Alexis Claude Clairaut, también conocido como Clairaut (París, 13 de mayo de 1713-París, 17 de mayo de 1765) fue un matemático y astrónomo francés.

## Biografía
Hijo de un profesor de matemáticas, fue considerado un niño prodigio. A los 12 años escribió un desarrollo sobre cuatro curvas geométricas, y llegó a alcanzar tal progreso en el tema (bajo la tutela de su padre), que a la edad de 13 años leyó ante la Academia francesa un resumen de las propiedades de las cuatro curvas que había descubierto. Tres años más tarde, completó un tratado sobre curvas de doble curvatura, Recherches sur les courbes a double courbure, que la valió su admisión a la Academia de Ciencias Francesa tras su publicación en 1731, a pesar de que aún no contaba con la mínima edad legal de 18 años para ser admitido.
En 1736, junto con Pierre Louis Maupertuis, formó parte de una expedición a Laponia, que tenía como objetivo medir un grado de meridiano. Tras su regreso, publicó un tratado que dio en llamar Théorie de la figure de la terre (1743). En este trabajo planteó por primera vez su teorema, que luego se haría conocido con el nombre de Teorema de Clairaut, según el cual se conecta la gravedad en los puntos superficiales de un elipsoide en rotación con la compresión y la fuerza centrífuga en el ecuador.
Clairaut obtuvo una ingeniosa resolución aproximada para el problema de los tres cuerpos. En 1750 obtuvo el premio de la Academia Rusa de Ciencias por su ensayo Théorie de la lune, y en 1759 calculó el perihelio del cometa Halley.
La Théorie de la lune de Clairaut es estrictamente newtoniana en su carácter. En este ensayo el autor explicó el movimiento del afelio que había desconcertado a los científicos y al mismo Clairaut hasta entonces, que había considerado al fenómeno tan inexplicable al punto de plantearse una hipótesis de revisión de las leyes de atracción. Fue entonces cuando se le ocurrió llevar la observación al tercer orden, tras lo cual concluyó que los resultados eran conherentes con las observaciones. Esto fue corroborado en 1754 por algunas tablas lunares. Clairaut escribió tras ello varios trabajos referidos a la órbita de la luna, y también sobre el movimiento de los cometas y su perturbación por parte de los planetas, particularmente en el caso del cometa Halley.
En 1731 Clairaut presentó una demostración de una afirmación de Newton, en la cual el inglés notaba que todas las curvas de tercer orden eran proyecciones de una de cinco parábolas.
En 1741 Clairaut participó en una expedición cuyo objetivo era medir la longitud de un meridiano en la tierra, y a su regreso en 1743 publicó su trabajo Théorie de la figure de la terre. Estas ideas se basaban sobre un trabajo de Maclaurin, que había demostrado que una masa de fluido homogéneo en rotación alrededor de un eje que pase por su baricentro tomaría, bajo la atracción mutua de sus partículas, la forma de un esferoide. El trabajo de Clairaut trataba sobre esferoides heterogéneos y contenía la demostración de su fórmula para el efecto de aceleración gravitacional en un sitio de latitud I. En 1849, Stokes demostró que el mismo resultado se mantenía válido independientemente de la constitución interna y de la densidad de la tierra, si la superficie era un esferoide de equilibrio o de baja elipticidad.
Falleció en 1765, a la edad de 52 años.